# Riccardo Sessa
Riccardo Sessa (Massa, 23 settembre 1947) è un diplomatico italiano. È membro del Consiglio direttivo della Società italiana per l'organizzazione internazionale (SIOI) dal 2002 e vicepresidente della stessa dal 2014. Ha assunto la reggenza della SIOI a seguito della scomparsa di Franco Frattini nel dicembre 2022 e, nell’aprile 2023, ne è stato poi eletto presidente.

## Biografia
Nel 1965 si arruola come ufficiale di complemento dell'Arma dei Carabinieri. Ha compiuto gli studi secondari a Parigi e ha studiato diritto internazionale e relazioni internazionali all'Istituto di studi politici di Parigi ed all'Università La Sapienza di Roma, dove si è laureato in giurisprudenza. 
È entrato nella carriera diplomatica nel 1973. Dopo un primo periodo alla Direzione generale affari politici e poi alla segreteria generale, nel 1977 ha prestato servizio presso l'ufficio del consigliere diplomatico del presidente del Consiglio dei ministri. Nel 1978 ha prestato servizio come primo segretario alla rappresentanza permanente italiana presso la NATO a Bruxelles, da dove nel 1981 si sposta per tre anni all'ambasciata a Brasilia come Consigliere capo dell'Ufficio Commerciale. Rientrato a Roma nel 1984, è assegnato al Gabinetto del ministro dove dirige l'Ufficio per i Rapporti con il Parlamento, e successivamente dal 1989 al 1992 è capo della Segreteria del Presidente del Consiglio Giulio Andreotti. Nel 1992 torna al Ministero degli esteri come vice capo di Gabinetto; nei due anni successivi è vice direttore generale dell'Emigrazione e degli Affari Sociali, e dal 1994 al 1997 ricopre le funzioni di consigliere diplomatico del Ministro della Difesa.
Dal 1997 al 2000 è ambasciatore a Belgrado durante la crisi in Kosovo e le operazioni della NATO del 1999 presente in sede anche durante i bombardamenti, e poi dal 2000 al 2003 è ambasciatore a Teheran. Rientra a Roma alla Farnesina a giugno 2003 come Direttore generale per i Paesi del Mediterraneo e del Medio Oriente, coordinando anche le operazioni italiane per la ricostruzione in Iraq. A gennaio del 2006 viene nominato ambasciatore di grado e a dicembre dello stesso anno diventa ambasciatore a Pechino, accreditato anche ad Ulan Bator (Mongolia). Infine, a dicembre del 2010 si trasferisce a Bruxelles come ambasciatore rappresentante permanente italiano al Consiglio Atlantico (NATO), dove rimane fino a gennaio del 2013 quando cessa dal servizio attivo e lascia la Farnesina.
Ufficiale di complemento dell'Arma dei Carabinieri, è stato pubblicista e assistente di diritto internazionale e di storia dei trattati presso la Facoltà di giurisprudenza dell'Università degli Studi di Roma "La Sapienza". 
Dal 2014 al 2017 è stato presidente della Società Italiana per il Traforo del Monte Bianco (SITMB) e poi anche vice presidente della Società Italiana per l'Organizzazione Internazionale (SIOI). Il 27 aprile 2023 è stato eletto presidente della SIOI.